# トロフェオ・ルイジ・ベルルスコーニ
トロフェオ・ルイジ・ベルルスコーニ (Luigi Berlusconi Trophy) は、イタリアのサッカークラブ、ACミランによって毎年8月にホームスタジアムのサン・シーロで開催されるフレンドリーマッチである。
この大会はACミランのオーナーであるシルヴィオ・ベルルスコーニにより彼の父ルイジを追悼するために創設され、当初はミランとUEFAチャンピオンズリーグの優勝チームが対戦する予定だった。しかし、第1回大会（1991年8月23日）はレッドスター・ベオグラードの代わりにユヴェントスと対戦した。その後の3シーズン、ミランはインテル、レアル・マドリード、バイエルン・ミュンヘンと対戦し、そのすべてに勝利した。1995年以降はミランとユヴェントスが争う大会となった。

## 歴代大会結果
| 回 | 開催日        | 優勝                                                                     | スコア                  | 準優勝                                                   |
| -- | ------------- | ------------------------------------------------------------------------ | ----------------------- | -------------------------------------------------------- |
| 1  | 1991年8月23日 | ユヴェントス · 18分, 30分 カジラーギ                                     | 2 - 1                   | ミラン · 23分 マルディーニ                               |
| 2  | 1992年8月22日 | ミラン · 4分 パパン                                                      | 1 - 0                   | インテルナツィオナーレ                                   |
| 3  | 1993年8月17日 | ミラン · 20分 シモーネ, 23分 パパン, 39分 ボバン                         | 3 - 2                   | レアル・マドリード · 42分 ミチェル, 55分 サモラーノ (PK) |
| 4  | 1994年8月17日 | ミラン · 67分 フリット                                                   | 1 - 0                   | バイエルン・ミュンヘン                                   |
| 5  | 1995年8月18日 | ユヴェントス                                                             | 0 - 0 延長 (6 - 5) PK戦 | ミラン                                                   |
| 6  | 1996年8月21日 | ミラン · 83分 エラーニオ                                                 | 1 - 0                   | ユヴェントス                                             |
| 7  | 1997年8月19日 | ミラン · 54分 アンドレ・クルス, 60分 クライファート, 62分 ウェア         | 3 - 1                   | ユヴェントス · 31分 コンテ                               |
| 8  | 1998年8月25日 | ユヴェントス · 66分, 85分 インザーギ                                     | 2 - 1                   | ミラン · 31分 ビアホフ                                   |
| 9  | 1999年8月17日 | ユヴェントス · 26分 デル・ピエロ                                         | 1 - 0                   | ミラン                                                   |
| 10 | 2000年8月27日 | ユヴェントス · 24分 トレゼゲ, 65分 インザーギ                            | 2 - 2 延長 (7 - 6) PK戦 | ミラン · 2分 ホセ・マリ, 35分 シェフチェンコ (PK)        |
| 11 | 2001年8月18日 | ユヴェントス · 5分 デル・ピエロ                                          | 1 - 1 延長 (4 - 3) PK戦 | ミラン · 85分 セルジーニョ (PK)                          |
| 12 | 2002年8月18日 | ミラン                                                                   | 0 - 0 延長 (3 - 1) PK戦 | ユヴェントス                                             |
| 13 | 2003年8月17日 | ユヴェントス · 40分 デル・ピエロ, 45分 カモラネージ                      | 2 - 0                   | ミラン                                                   |
| 14 | 2004年8月28日 | ユヴェントス · 46分 オリベーラ                                           | 1 - 0                   | ミラン                                                   |
| 15 | 2005年8月14日 | ミラン · 52分 カカ, 76分 セルジーニョ                                    | 2 - 1                   | ユヴェントス · 20分 ヴィエラ                             |
| 16 | 2007年1月5日  | ミラン · 29分 インザーギ, 68分 セードルフ, 86分 オーバメヤン             | 3 - 2                   | ユヴェントス · 40分 ネドヴェド, 67分 デル・ピエーロ      |
| 17 | 2007年8月17日 | ミラン · 43分 インザーギ, 47分 インザーギ                                | 2 - 0                   | ユヴェントス                                             |
| 18 | 2008年8月17日 | ミラン · 21分 ヤンクロフスキ, 28分, 79分 アンブロジーニ, 52分 インザーギ | 4 - 1                   | ユヴェントス · 70分 パスクアート                         |
| 19 | 2009年8月17日 | ミラン · 69分 パト                                                       | 1 - 1 延長 (6 - 5) PK戦 | ユヴェントス · 26分 ジエゴ                               |
| 20 | 2010年8月22日 | ユヴェントス                                                             | 0 - 0 延長 (5 - 4) PK戦 | ミラン                                                   |
| 21 | 2011年8月22日 | ミラン · 9分 ボアテング, 23分 セードルフ                                 | 2 - 1                   | ユヴェントス · 57分 ヴチニッチ                           |
| 22 | 2012年8月19日 | ユヴェントス · 13分 マルキジオ, 42分 ビダル, 64分 マトリ                 | 3 - 2                   | ミラン · 9分, 77分(PK) ロビーニョ                        |

## 優勝回数
| クラブ         | 回数 | 優勝年                                                                    |
| -------------- | ---- | ------------------------------------------------------------------------- |
| ACミラン       | 12   | 1992*, 1993*, 1994*, 1996, 1997, 2002, 2005, 2006, 2007, 2008, 2009, 2011 |
| ユヴェントスFC | 10   | 1991, 1995, 1998, 1999, 2000, 2001, 2003, 2004, 2010, 2012                |

'*インテルナツィオナーレ、レアル・マドリード、バイエルン・ミュンヘンはいずれも敗れている。

## 脚註
1. ↑  2006年大会は、ミランがUEFAチャンピオンズリーグ、ユヴェントスがコッパ・イタリアに出場していたため、8月に開催することが出来ず、2007年1月に延期された。